# Песецька сільська рада
Песе́цька сільська́ ра́да — адміністративно-територіальна одиниця та орган місцевого самоврядування в Новоушицькому районі Хмельницької області. Адміністративний центр — село Песець.

## Загальні відомості
Песецька сільська рада утворена в 1923 році.
- Територія ради: 22,366 км²
- Населення ради: 994 особи (станом на 2001 рік)
- Територією ради протікає річка Данилівка

## Населені пункти
Сільській раді підпорядковані населені пункти:
- с. Песець

## Склад ради
Рада складається з 16 депутатів та голови.
- Голова ради: Лапчук Олександр Олександрович
- Секретар ради: Савлюк Лариса Миколаївна

### Керівний склад попередніх скликань
| Прізвище, ім'я, по батькові    | Основні відомості                                                               | Дата обрання | Дата звільнення |
| ------------------------------ | ------------------------------------------------------------------------------- | ------------ | --------------- |
| Зваричук Андрій Іванович       | Сільський голова, 1962 року народження, член Народної партії                    | 26.03.2006   | 31.10.2010      |
| Лапчук Олександр Олександрович | Сільський голова, 1980 року народження, освіта середня спеціальна, безпартійний | 31.10.2010   |                 |

Примітка: таблиця складена за даними сайту Верховної Ради України

### Депутати
За результатами місцевих виборів 2010 року депутатами ради стали:

#### За суб'єктами висування
| Суб'єкт висування | Кількість обраних депутатів | %    |
| ----------------- | --------------------------- | ---- |
| Самовисування     | 7                           | 43,8 |
| Народна партія    | 6                           | 37,5 |
| Партія регіонів   | 3                           | 18,8 |

#### За округами
| № округу        | Прізвище, ім'я, по батькові | Дата визнання обраним | Освіта  | Партійна приналежність | Відомості про обраного депутата                                            |
| --------------- | --------------------------- | --------------------- | ------- | ---------------------- | -------------------------------------------------------------------------- |
| Народна Партія  |                             |                       |         |                        |                                                                            |
| 1               | Савлюк Іван Васильович      | 01.11.2010            | середня | член Народної партії   | ТОВ «Промінь Поділля», завідувач машинного двору                           |
| 3               | Зваричук Антоніна Сергіївна | 01.11.2010            | вища    | член Народної партії   | Песецька загальноосвітня школа І-ІІ ст., вчитель початкових класів         |
| 6               | Михайловська Ірина Іванівна | 01.11.2010            | вища    | член Народної партії   | ПП «Енергосистема», приймальниця молока                                    |
| 7               | Погомій Михайло Іванович    | 01.11.2010            | вища    | член Народної партії   | Новоушицьке Управління пенсійного фонду України, головний спеціаліст       |
| 8               | Сіваш Валерій Вікторович    | 01.11.2010            | вища    | член Народної партії   | Браїлівська загальноосвітня школа І-ІІІ ст., вчитель фізики та інформатики |
| 12              | Крук Віктор Федорович       | 14.11.2010            | середня | позапартійний          | тимчасово не працює                                                        |
| Партія регіонів |                             |                       |         |                        |                                                                            |
| 2               | Савлюк Лариса Миколаївна    | 01.11.2010            | вища    | позапартійна           | Песецька сільська рада, діловод                                            |
| 13              | Губиліт Раїса Федорівна     | 01.11.2010            | вища    | позапартійна           | Песецька сільська рада, бухгалтер                                          |
| 14              | Колішко Галина Іванівна     | 01.11.2010            | вища    | позапартійна           | Песецький сільський клуб, завідувачка                                      |
| Самовисування   |                             |                       |         |                        |                                                                            |
| 4               | Зваричук Павло Іванович     | 01.11.2010            | середня | позапартійний          | пенсіонер                                                                  |
| 5               | Зваричук Сергій Вікторович  | 01.11.2010            | середня | позапартійний          | ТОВ «Промінь Поділля», водій                                               |
| 9               | Москалюк Олег Васильович    | 01.11.2010            | середня | позапартійний          | тимчасово не працює                                                        |
| 10              | Боднарчук Любов Борисівна   | 14.11.2010            | середня | позапартійна           | Песецька сільська рада, прибиральниця                                      |
| 11              | Паламарчук Ольга Миколаївна | 01.11.2010            | середня | позапартійна           | ТОВ «Промінь Поділля», різноробоча                                         |
| 15              | Бевз Ольга Іванівна         | 01.11.2010            | середня | позапартійна           | пенсіонер                                                                  |
| 16              | Римар Надія Сергіївна       | 01.11.2010            | вища    | позапартійна           | тимчасово не працює                                                        |